# Мартин, Уильям Мелвилл
Уи́льям Ме́лвилл Ма́ртин (англ. William Melville Martin, 23 августа 1876 — 22 июня 1970) — канадский политик из Либеральной партии, премьер-министр Саскачевана с 1916 по 1922.
Мартин был избран в Палату общин от Реджайны на канадских федеральных выборах 1908 и переизбран на выборах 1911. В 1916 он занялся провинциальной политикой, возглавил саскачеванскую Либеральную партию и стал премьер-министром. Мартин, неизвестный в провинциальной политике, был выбран либералами для того, чтобы показать, что в их партии нет никакой коррупции.
Мартин пригласил в кабинет министров адвоката фермеров Чарльза Э. Даннинга, чтобы оживить либералов, и начал проводить реформы, чтобы навести порядок в управлении. Эти изменения положительно сказались на имидже правительства, и Мартин привёл свою партию к победе на выборах 1917 года, когда она заняла в законодательном собрании 51 место из 55.